# Верхньо-Позим
Верхнє-По́зим (Верхня Позим, Верхнєпозим, рос. Верхняя Позымь) — присілок у Воткінському районі Удмуртії, Росія.
Населення становить 536 осіб (2010, 445 у 2002).
Національний склад (2002):
- росіяни — 77 %

Урбаноніми:
- вулиці — Жовтнева, Зарічна, Миру, Нова, Шкільна